# Andreas Widmann (Koch)
Andreas Widmann (* 1987 in Heidenheim) ist ein deutscher Koch.

## Werdegang
Andreas Widmann entstammt einer Gastwirtsfamilie, die seit über 200 Jahren ein Landhotel in Königsbronn-Zang, heute das Widmann’ Alb Leben, führt.
Nach der 2010 abgeschlossenen Ausbildung in Oettinger’s Restaurant in Fellbach-Schmieden bei Michael Oettinger kochte Widmann von 2011 bis 2013 unter Steffen Mezger im Restaurant Atelier im Hotel Bayerischer Hof in München. Während seiner Tätigkeit dort wurde er als Deutschlands bester Jungkoch ausgezeichnet.
Nach einer kurzen Zeit in Neuseeland kehrte er im Jahr als Küchenchef des hoteleigenen Gasthauses Widmann’s Löwen 2015 in den elterlichen Betrieb zurück, den er ein Jahr später auch übernahm. 2017 eröffnete er außerdem das Gourmetrestaurant Ursprung, welches mit einem Michelinstern und einem Grünen Stern für Nachhaltigkeit ausgezeichnet wurde. Auch Widmann’s Löwen trägt den Grünen Stern.
Andreas Widmann ist Mitglied bei den JRE-Deutschland und wurde dort im Jahr 2021 zum Vize-Präsidenten gewählt.

## Auszeichnungen und Bewertungen
- Guide Michelin: Ein Michelinstern für das Ursprung, je ein Grüner Stern für das Ursprung und Widmann’s Löwen.
- Gault Millau: 15 Punkte[6]

## Veröffentlichungen
- Andreas Widmann: Natürlich schwäbisch  – Klassische und neue Rezepte aus meiner Heimat. Südwest Verlag, München 2022, ISBN 978-3-517-10107-1.